# Torneo Apertura 2007 (México)
El Torneo Apertura 2007 fue la edición LXXVIII del campeonato de liga de la Primera División del fútbol mexicano; Se trató del 23.er torneo corto, luego del cambio en el formato de competencia, con el que se abrió la temporada 2007-08.
Para este torneo solo se suscitó un cambio de sede, el Atlante dejó la Ciudad de México para jugar en la ciudad de Cancún, Quintana Roo; de esta manera la ciudad será sede por primera vez de un equipo de Primera División. Además, el espacio dejado por el Querétaro al descender a Primera División "A", fue ocupado por el Puebla FC, que asciende tras dos años de ausencia del primer circuito del fútbol profesional de México.

## Formato del torneo
El torneo de apertura abre la temporada 2007-2008 del fútbol profesional en México. La liga de Primera División está conformada por dieciocho equipos que se organizan en tres grupos de acuerdo con las posiciones en la tabla de la temporada anterior, que comprende el Torneo de Apertura 2006 y el Torneo de Clausura 2007. La primera fase del torneo enfrenta entre sí a todos los equipos participantes, y avanzan a la liguilla (torneo final a eliminación directa) los dos mejores equipos de cada grupo más los dos mejores terceros lugares. En caso de que algún equipo situado en cuarto lugar de su grupo y con mejor posición en la tabla general que otro equipo que se hubiese colocado en tercero de su pelotón, estos equipos podrían enfrentarse entre sí para definir el pase a la liguilla, en una fase que es conocida como repesca o repechaje. El campeón del torneo es el vencedor en la liguilla, sin importar cual haya sido su posición en la tabla general.

## Equipos participantes

### Ascenso y descenso
| Pos | Descendido de Primera División 2006-07 |
| --- | -------------------------------------- |
| 14º | Querétaro                              |

| Pos | Ascendido de la Primera División 'A' 2006-07 |
| --- | -------------------------------------------- |
| 2º  | Puebla                                       |

### Grupo 1

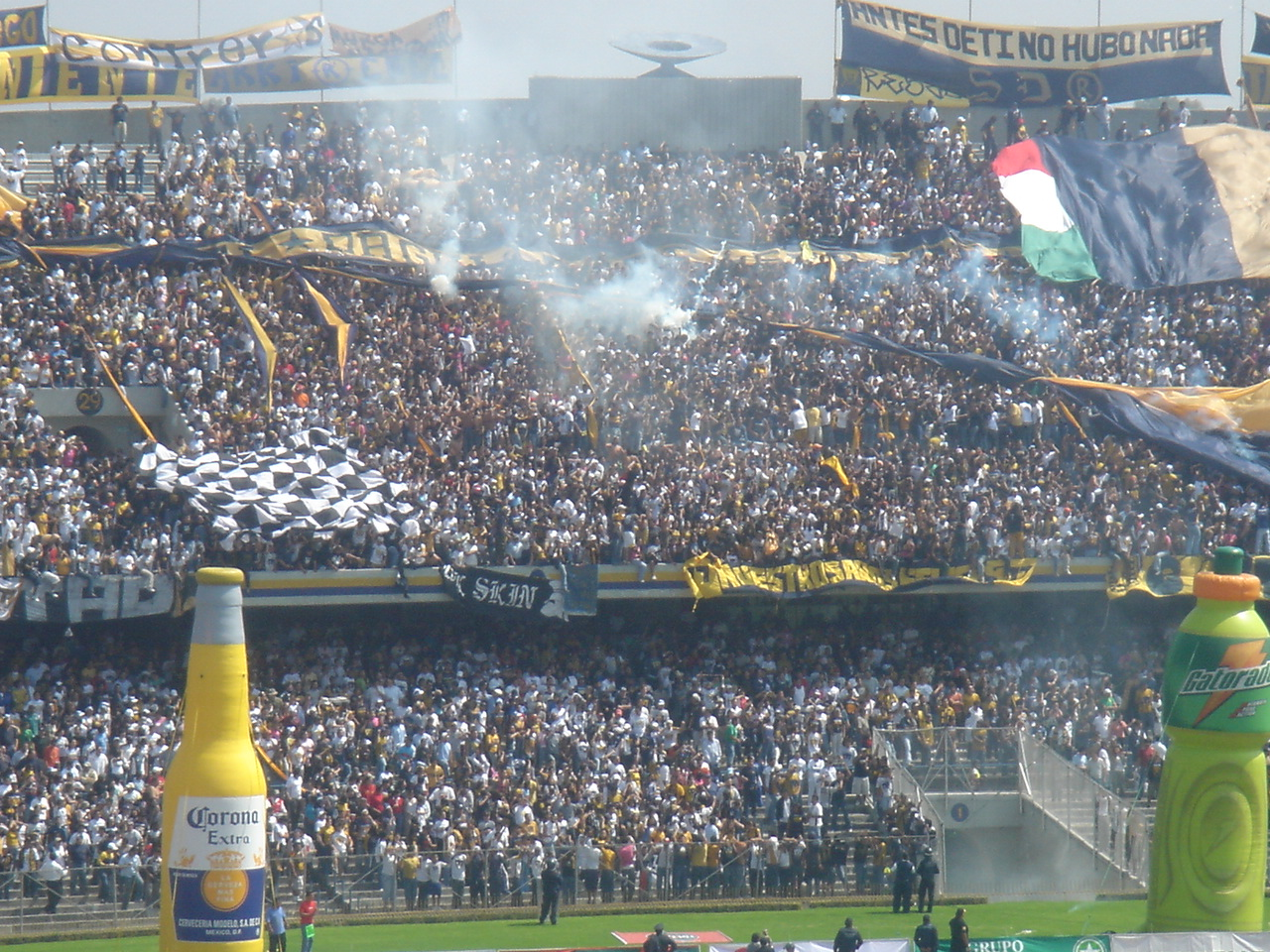
Barra de los Pumas de la UNAM. El grupo 1 del Apertura 2007 está integrado por seis equipos, entre ellos el popular equipo de la Universidad Nacional.

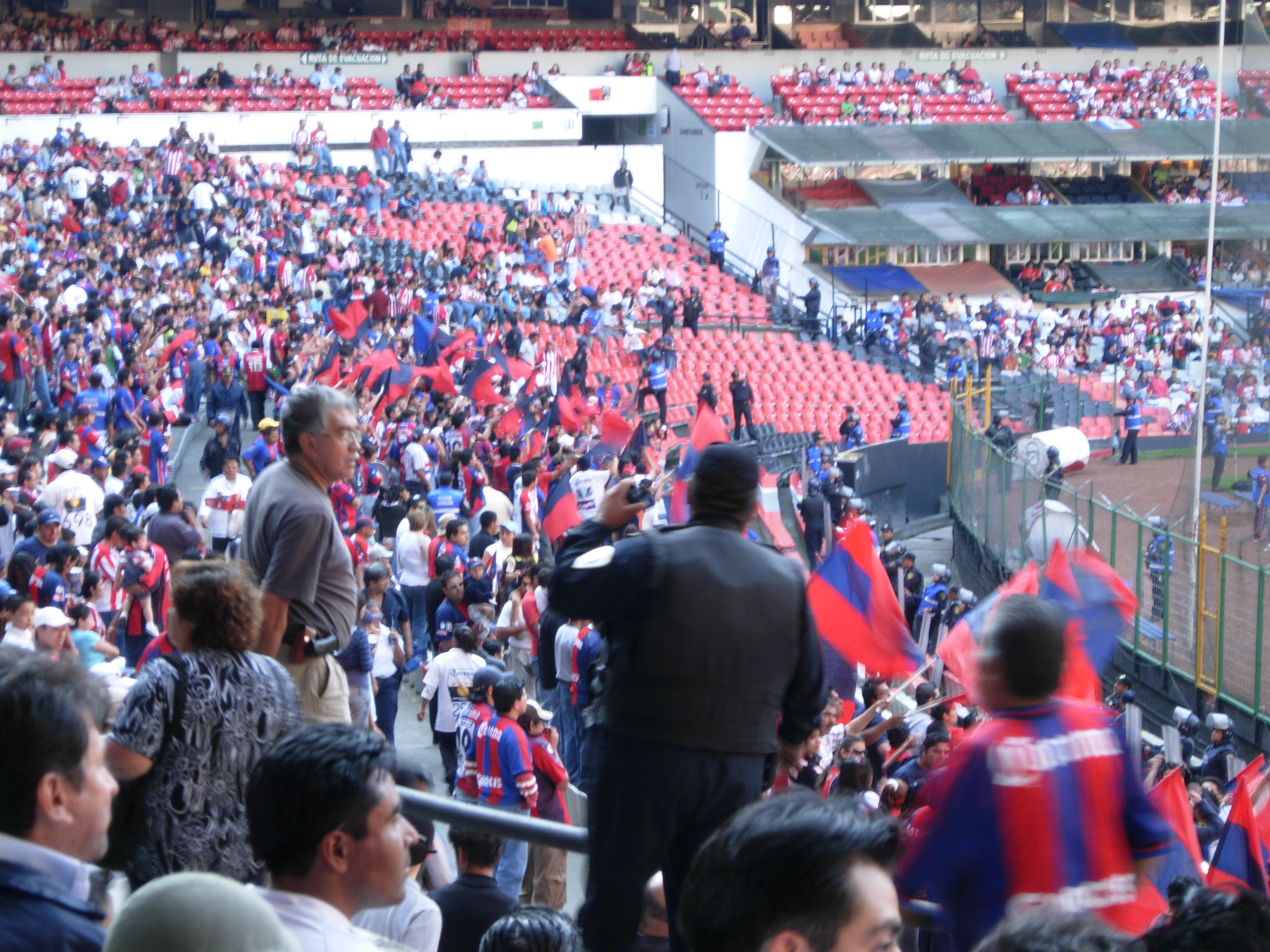
Atlantistas. Desde el Torneo de Apertura 2007, el Atlante dejará el Estadio Azteca, para irse a jugar en Cancún.

El grupo 1 está integrado por los equipos Pachuca, Chiapas, Tecos de la UAG, Toluca, la UNAM y Puebla. El Pachuca es el campeón defensor del torneo, pues venció al América en la final del torneo de clausura 2007 (jugado durante la primera mitad de ese año). Además, en los meses anteriores al inicio del torneo de apertura, tuvo participaciones destacadas a nivel internacional, coronándose campeón de clubes de Concacaf y subcampeón de la Recopa sudamericana. Al inicio de la temporada, el Pachuca participaba también en la SuperLiga 2007, con otros tres equipos mexicanos y cuatro de Estados Unidos y la ganó en la final contra Los Ángeles Galaxy. Por su parte, el torneo anterior no fue uno muy bueno para el equipo Toluca, que quedó en el sótano del grupo 3 con 19 unidades, relegado de la posibilidad de repetir el subcampeonato que había obtenido hace dos torneos. Por encima de Toluca, en el torneo de Clausura 2007 quedaron los Pumas de la Universidad Nacional, con 20 unidades. Chiapas, por su parte, enfrenta este torneo con uno de los traspasos más llamativos del último régimen de transferencias de la Primera División Mexicana, Adolfo Bautista El Bofo, proveniente del Guadalajara. Completa este grupo el recién ascendido equipo del Puebla, que entre otras novedades implica el retorno del controvertido Emilio Maurer a la Primera División Mexicana.

### Grupo 2
El segundo pelotón del torneo de liga del fútbol profesional en México es integrado por los equipos América, Atlante, Atlas, Monterrey, Santos y Veracruz. El América es uno de los más populares de México, y fue segundo en la tabla general de la temporada anterior, solo detrás de Pachuca. También fue subcampeón del Torneo de Clausura 2007, cuya final perdió ante el Pachuca. Para este torneo, el América ha prescindido de los servicios de Cuauhtémoc Blanco, uno de sus jugadores más emblemáticos, quien fue traspasado al Chicago Fire de la MLS de Estados Unidos Por otra parte, el Atlante se mudó de sede. Desde este torneo su casa será el Estadio Olímpico Andrés Quintana Roo, de Cancún (Quintana Roo). Esta es la tercera vez que el equipo de los potros abandona la Ciudad de México. El Veracruz finalmente resolvió sus adeudos de salarios caídos a los jugadores, que llegaron a alcanzar la cifra de 40 millones de pesos mexicanos.

### Grupo 3
El tercer grupo está integrado por los equipos: Cruz Azul, Guadalajara, Monarcas Morelia, Necaxa, San Luis y UANL. Las Chivas habían ganado el Apertura 2006 y en el Clausura 2007 quedaron fuera en semifinales contra el América, Cruz Azul también perdió en semifinales contra el Pachuca, El San Luis se salvó en la última fecha del descenso, En el Apertura no asistieron a la Liguilla y en el Clausura quedaron fuera vs Santos Laguna, lo mismo que Monarcas que quedó fuera en el repechaje, mientras que Necaxa nunca asistió a la fiesta grande durante los 2 bimestres y los Tigres quedaron 16 lugar en el Apertura y en el Clausura perdieron por global de 6-3 ante las Chivas en semifinales

## Equipos por Entidad Federativa
Para la temporada 2007-2008, la entidad federativa de la República Mexicana con más equipos profesionales en la Primera División fue la Ciudad de México y Jalisco con 3, y Nuevo León con 2.
| Santos Laguna Monterrey Tigres Morelia Atlas Guadalajara U.A.G San Luis Necaxa Puebla Toluca América Cruz Azul UNAM Pachuca Veracruz Atlante Chiapas | \| Entidad Federativa \| N.º \| Equipos \| \| ------------------ \| --- \| -------------------------- \| \| Distrito Federal \| 3 \| América, Cruz Azul, UNAM \| \| Jalisco \| 3 \| Atlas, Tecos y Guadalajara \| \| Nuevo León \| 2 \| Monterrey y Tigres \| \| Michoacán \| 1 \| Morelia \| \| Estado de México \| 1 \| Toluca \| \| Coahuila \| 1 \| Santos Laguna \| \| San Luis Potosí \| 1 \| San Luis \| \| Aguascalientes \| 1 \| Necaxa \| \| Puebla \| 1 \| Puebla \| \| Hidalgo \| 1 \| Pachuca \| \| Veracruz \| 1 \| Veracruz \| \| Quintana Roo \| 1 \| Atlante \| \| Chiapas \| 1 \| Chiapas \| |                            |
| Entidad Federativa | N.º | Equipos                    |
| Distrito Federal | 3 | América, Cruz Azul, UNAM   |
| Jalisco | 3 | Atlas, Tecos y Guadalajara |
| Nuevo León | 2 | Monterrey y Tigres         |
| Michoacán | 1 | Morelia                    |
| Estado de México | 1 | Toluca                     |
| Coahuila | 1 | Santos Laguna              |
| San Luis Potosí | 1 | San Luis                   |
| Aguascalientes | 1 | Necaxa                     |
| Puebla | 1 | Puebla                     |
| Hidalgo | 1 | Pachuca                    |
| Veracruz | 1 | Veracruz                   |
| Quintana Roo | 1 | Atlante                    |
| Chiapas | 1 | Chiapas                    |

## Equipos participantes
| Equipo      | Ciudad                           | Estadio                      | Capacidad | Entrenador              |
| ----------- | -------------------------------- | ---------------------------- | --------- | ----------------------- |
| América     | México, D. F.                    | Azteca                       | 105,064   | Luis Fernando Tena      |
| Atlante     | Cancún, Quintana Roo             | Olímpico Andrés Quintana Roo | 19,000    | José Guadalupe Cruz     |
| Atlas       | Guadalajara, Jalisco             | Jalisco                      | 60,000    | Rubén Omar Romano       |
| Cruz Azul   | México, D. F.                    | Azul                         | 37,000    | Sergio Markarián        |
| Jaguares    | Tuxtla Gutiérrez, Chiapas        | Víctor Manuel Reyna          | 32,000    | Víctor Manuel Vucetich  |
| Guadalajara | Guadalajara, Jalisco             | Jalisco                      | 60,000    | José Manuel de la Torre |
| Monterrey   | Monterrey, Nuevo León            | Tecnológico                  | 38,000    | Miguel Herrera          |
| Morelia     | Morelia, Michoacán               | Morelos                      | 41,056    | José Luis Trejo         |
| Necaxa      | Aguascalientes                   | Estadio Victoria             | 25,500    | Hans Westerhof          |
| Pachuca     | Pachuca, Hidalgo                 | Hidalgo                      | 30,000    | Enrique Meza            |
| Puebla      | Puebla, Puebla                   | Cuauhtémoc                   | 41,638    | José Luis Sánchez Solá  |
| San Luis    | San Luis Potosí, San Luis Potosí | Alfonso Lastras Ramírez      | 30,000    | Raúl Arias              |
| Santos      | Torreón, Coahuila                | Corona                       | 18,500    | Daniel Guzmán           |
| Tecos UAG   | Zapopan, Jalisco                 | Tres de Marzo                | 25,015    | Darío Franco            |
| Tigres UANL | Monterrey, Nuevo León            | Universitario                | 43,600    | Américo Gallego         |
| Toluca      | Toluca, Estado de México         | Nemesio Díez                 | 30,000    | José Néstor Pékerman    |
| Pumas UNAM  | México, D. F.                    | Olímpico Universitario       | 66,000    | Ricardo Ferretti        |
| Veracruz    | Veracruz, Veracruz               | Luis "Pirata" Fuente         | 30,000    | Nery Pumpido            |

### Cambios de entrenadores
| Equipo              | Entrenador (jornadas)                                               |
| ------------------- | ------------------------------------------------------------------- |
| Tecos               | Darío Franco (1 - 3) Jaime Ordiales (4) César Luis Menotti (6 - 17) |
| Jaguares de Chiapas | Víctor Manuel Vucetich (1 - 7) René Isidoro García (8 - 17)         |
| Guadalajara         | José Manuel de la Torre (1 - 8) Efraín Flores (9 - 17)              |
| Atlas               | Rubén Omar Romano (1 - 8) Tomás Boy (9 - 17)                        |
| Monterrey           | Miguel Herrera (1 - 10) Isaac Mizrahi (11 - 17)                     |
| Veracruz            | Nery Pumpido (1 - 11) Antonio Mohamed (12 - 17)                     |
| América             | Luis Fernando Tena (1 - 11) Daniel Brailovsky (12 - 17)             |
| Morelia             | José Luis Trejo (1 - 13) David Patiño (14 - 17)                     |

## Tabla general
| Pos. | Equipo      | Pts. | PJ | G  | E | P  | GF | GC | Dif. | Clasificación                   |
| ---- | ----------- | ---- | -- | -- | - | -- | -- | -- | ---- | ------------------------------- |
| 1    | Santos      | 38   | 17 | 11 | 5 | 1  | 40 | 22 | +18  | Cuartos de final de la liguilla |
| 2    | Toluca      | 34   | 17 | 10 | 4 | 3  | 27 | 16 | +11  | Cuartos de final de la liguilla |
| 3    | Atlante (C) | 33   | 17 | 9  | 6 | 2  | 32 | 19 | +13  | Cuartos de final de la liguilla |
| 4    | Guadalajara | 31   | 17 | 9  | 4 | 4  | 28 | 16 | +12  | Cuartos de final de la liguilla |
| 5    | San Luis    | 29   | 17 | 8  | 5 | 4  | 31 | 30 | +1   | Cuartos de final de la liguilla |
| 6    | América     | 26   | 17 | 7  | 5 | 5  | 26 | 22 | +4   | Reclasificación a liguilla      |
| 7    | Cruz Azul   | 25   | 17 | 7  | 4 | 6  | 27 | 22 | +5   | Reclasificación a liguilla      |
| 8    | UNAM        | 24   | 17 | 6  | 6 | 5  | 32 | 19 | +13  | Cuartos de final de la liguilla |
| 9    | Pachuca     | 24   | 17 | 7  | 3 | 7  | 26 | 23 | +3   | Reclasificación a liguilla      |
| 10   | Morelia     | 22   | 17 | 6  | 4 | 7  | 20 | 25 | −5   | Reclasificación a liguilla      |
| 11   | Necaxa      | 20   | 17 | 5  | 5 | 7  | 23 | 32 | −9   |                                 |
| 12   | Chiapas     | 18   | 17 | 3  | 9 | 5  | 22 | 28 | −6   |                                 |
| 13   | Veracruz    | 18   | 17 | 5  | 3 | 9  | 20 | 35 | −15  |                                 |
| 14   | Puebla      | 17   | 17 | 4  | 5 | 8  | 16 | 24 | −8   |                                 |
| 15   | Tecos UAG   | 17   | 17 | 5  | 2 | 10 | 24 | 38 | −14  |                                 |
| 16   | Tigres      | 16   | 17 | 4  | 4 | 9  | 16 | 22 | −6   |                                 |
| 17   | Monterrey   | 14   | 17 | 3  | 5 | 9  | 18 | 25 | −7   |                                 |
| 18   | Atlas       | 12   | 17 | 3  | 3 | 11 | 23 | 33 | −10  |                                 |

 Fuente: MedioTiempo

### Grupos

#### Grupo 1
| Pos. | Equipo    | Pts. | PJ | G  | E | P  | GF | GC | Dif. | Clasificación                   |
| ---- | --------- | ---- | -- | -- | - | -- | -- | -- | ---- | ------------------------------- |
| 1    | Toluca    | 34   | 17 | 10 | 4 | 3  | 27 | 16 | +11  | Cuartos de final de la liguilla |
| 2    | UNAM      | 24   | 17 | 6  | 6 | 5  | 32 | 19 | +13  | Cuartos de final de la liguilla |
| 3    | Pachuca   | 24   | 17 | 7  | 3 | 7  | 26 | 23 | +3   | Reclasificación a liguilla      |
| 4    | Chiapas   | 18   | 17 | 3  | 9 | 5  | 22 | 28 | −6   |                                 |
| 5    | Puebla    | 17   | 17 | 4  | 5 | 8  | 16 | 24 | −8   |                                 |
| 6    | Tecos UAG | 17   | 17 | 5  | 2 | 10 | 24 | 38 | −14  |                                 |

 Fuente: MedioTiempo

#### Grupo 2
| Pos. | Equipo      | Pts. | PJ | G  | E | P  | GF | GC | Dif. | Clasificación                   |
| ---- | ----------- | ---- | -- | -- | - | -- | -- | -- | ---- | ------------------------------- |
| 1    | Santos      | 38   | 17 | 11 | 5 | 1  | 40 | 22 | +18  | Cuartos de final de la liguilla |
| 2    | Atlante (C) | 33   | 17 | 9  | 6 | 2  | 32 | 19 | +13  | Cuartos de final de la liguilla |
| 3    | América     | 26   | 17 | 7  | 5 | 5  | 26 | 22 | +4   | Reclasificación a liguilla      |
| 4    | Veracruz    | 18   | 17 | 5  | 3 | 9  | 20 | 35 | −15  |                                 |
| 5    | Monterrey   | 14   | 17 | 3  | 5 | 9  | 18 | 25 | −7   |                                 |
| 6    | Atlas       | 12   | 17 | 3  | 3 | 11 | 23 | 33 | −10  |                                 |

 Fuente: MedioTiempo

#### Grupo 3
| Pos. | Equipo      | Pts. | PJ | G | E | P | GF | GC | Dif. | Clasificación                   |
| ---- | ----------- | ---- | -- | - | - | - | -- | -- | ---- | ------------------------------- |
| 1    | Guadalajara | 31   | 17 | 9 | 4 | 4 | 28 | 16 | +12  | Cuartos de final de la liguilla |
| 2    | San Luis    | 29   | 17 | 8 | 5 | 4 | 31 | 30 | +1   | Cuartos de final de la liguilla |
| 3    | Cruz Azul   | 25   | 17 | 7 | 4 | 6 | 27 | 22 | +5   | Reclasificación a liguilla      |
| 4    | Morelia     | 22   | 17 | 6 | 4 | 7 | 20 | 25 | −5   | Reclasificación a liguilla      |
| 5    | Necaxa      | 20   | 17 | 5 | 5 | 7 | 23 | 32 | −9   |                                 |
| 6    | Tigres      | 16   | 17 | 4 | 4 | 9 | 16 | 22 | −6   |                                 |

 Fuente: MedioTiempo

## Resultados

### Torneo Regular
| Tecos    | 1 - 4 | Pachuca     | Tres de Marzo          | 3 de agosto | 18:00 |
| Jaguares | 1 - 1 | Atlante     | Víctor Manuel Reyna    | 4 de agosto | 17:00 |
| Tigres   | 0 - 0 | San Luis    | Universitario          | 4 de agosto | 19:00 |
| Morelia  | 1 - 1 | Veracruz    | Morelos                | 4 de agosto | 19:00 |
| Atlas    | 1 - 1 | Toluca      | Jalisco                | 4 de agosto | 20:45 |
| UNAM     | 1 - 1 | Guadalajara | Olímpico Universitario | 5 de agosto | 12:00 |
| Santos   | 2 - 0 | Cruz Azul   | Corona                 | 5 de agosto | 15:00 |
| Necaxa   | 3 - 2 | Monterrey   | Victoria               | 5 de agosto | 16:00 |
| Puebla   | 0 - 0 | América     | Cuauhtémoc             | 5 de agosto | 19:00 |

| Veracruz    | 2 - 1 | Atlas    | Luis "Pirata" Fuente         | 10 de agosto | 18:00 |
| San Luis    | 3 - 2 | Necaxa   | Alfonso Lastras Ramírez      | 11 de agosto | 17:00 |
| Monterrey   | 2 - 0 | Puebla   | Tecnológico                  | 11 de agosto | 17:00 |
| Cruz Azul   | 1 - 0 | Tigres   | Azul                         | 11 de agosto | 17:00 |
| Guadalajara | 0 - 0 | Tecos    | Jalisco                      | 11 de agosto | 19:00 |
| Pachuca     | 3 - 1 | Morelia  | Hidalgo                      | 11 de agosto | 19:11 |
| Atlante     | 1 - 0 | UNAM     | Olímpico Andrés Quintana Roo | 11 de agosto | 20:30 |
| Toluca      | 2 - 3 | Santos   | Nemesio Diez                 | 12 de agosto | 12:00 |
| América     | 6 - 1 | Jaguares | Azteca                       | 12 de agosto | 16:00 |

| Tecos    | 0 - 3 | Atlante     | Tres de Marzo           | 17 de agosto | 18:00 |
| San Luis | 3 - 1 | Cruz Azul   | Alfonso Lastras Ramírez | 18 de agosto | 17:00 |
| Jaguares | 0 - 0 | Monterrey   | Víctor Manuel Reyna     | 18 de agosto | 17:00 |
| Tigres   | 0 - 1 | Toluca      | Universitario           | 18 de agosto | 19:00 |
| Atlas    | 0 - 1 | Pachuca     | Jalisco                 | 18 de agosto | 20:45 |
| UNAM     | 1 - 1 | América     | Olímpico Universitario  | 19 de agosto | 12:00 |
| Santos   | 2 - 0 | Veracruz    | Corona                  | 19 de agosto | 16:00 |
| Necaxa   | 2 - 1 | Puebla      | Victoria                | 19 de agosto | 16:00 |
| Morelia  | 1 - 0 | Guadalajara | Morelos                 | 19 de agosto | 19:00 |

| Veracruz    | 2 - 1 | Tigres   | Luis "Pirata" Fuente | 24 de agosto | 18:00 |
| Monterrey   | 1 - 0 | UNAM     | Tecnológico          | 25 de agosto | 17:00 |
| Cruz Azul   | 3 - 0 | Necaxa   | Azul                 | 25 de agosto | 17:00 |
| Guadalajara | 3 - 1 | Atlas    | Jalisco              | 25 de agosto | 19:00 |
| Pachuca     | 0 - 1 | Santos   | Hidalgo              | 25 de agosto | 19:00 |
| Morelia     | 1 - 1 | Atlante  | Morelos              | 25 de agosto | 19:00 |
| Toluca      | 2 - 1 | San Luis | Nemesio Díez         | 26 de agosto | 12:00 |
| Puebla      | 1 - 2 | Jaguares | Cuauhtémoc           | 26 de agosto | 16:00 |
| América     | 4 - 1 | Tecos    | Azteca               | 26 de agosto | 16:00 |

| Santos    | 2 - 1 | Guadalajara | Corona                 | 29 de agosto     | 16:00 |
| Cruz Azul | 3 - 1 | Toluca      | Azul                   | 29 de agosto     | 18:00 |
| San Luis  | 2 - 1 | Veracruz    | Alfonso Lastras        | 29 de agosto     | 19:00 |
| Morelia   | 2 - 1 | América     | Morelos                | 29 de agosto     | 20:00 |
| Atlas     | 1 - 2 | Atlante     | Jalisco                | 29 de agosto     | 20:45 |
| Necaxa    | 1 - 1 | Jaguares    | Victoria               | 29 de agosto     | 21:00 |
| UNAM      | 2 - 2 | Puebla      | Olímpico Universitario | 29 de agosto     | 21:00 |
| Tigres    | 3 - 2 | Pachuca     | Universitario          | 5 de septiembre  | 20:45 |
| Tecos     | 3 - 0 | Monterrey   | Tres de Marzo          | 25 de septiembre | 20:00 |

| Veracruz    | 1 - 4 | Cruz Azul | Luis "Pirata" Fuente         | 1 de septiembre | 16:50 |
| Jaguares    | 1 - 2 | UNAM      | Víctor Manuel Reyna          | 1 de septiembre | 17:00 |
| Monterrey   | 1 - 2 | Morelia   | Tecnológico                  | 1 de septiembre | 17:00 |
| Guadalajara | 1 - 0 | Tigres    | Jalisco                      | 1 de septiembre | 19:00 |
| Pachuca     | 4 - 1 | San Luis  | Hidalgo                      | 1 de septiembre | 19:00 |
| Atlante     | 2 - 2 | Santos    | Olímpico Andrés Quintana Roo | 1 de septiembre | 20:30 |
| Toluca      | 4 - 0 | Necaxa    | Nemesio Díez                 | 2 de septiembre | 12:00 |
| Puebla      | 3 - 0 | Tecos     | Cuauhtémoc                   | 2 de septiembre | 16:00 |
| América     | 2 - 1 | Atlas     | Azteca                       | 2 de septiembre | 18:30 |

| Tecos     | 2 - 1 | Jaguares    | Tres de Marzo   | 7 de septiembre | 18:00 |
| Cruz Azul | 1 - 2 | Pachuca     | Azul            | 8 de septiembre | 17:00 |
| San Luis  | 0 - 0 | Guadalajara | Alfonso Lastras | 8 de septiembre | 17:00 |
| Morelia   | 4 - 0 | Puebla      | Morelos         | 8 de septiembre | 19:00 |
| Tigres    | 2 - 3 | Atlante     | Universitario   | 8 de septiembre | 19:00 |
| Atlas     | 2 - 2 | Monterrey   | Jalisco         | 8 de septiembre | 20:45 |
| Toluca    | 2 - 1 | Veracruz    | Nemesio Díez    | 9 de septiembre | 12:00 |
| Necaxa    | 1 - 1 | UNAM        | Victoria        | 9 de septiembre | 16:00 |
| Santos    | 4 - 0 | América     | Corona          | 9 de septiembre | 20:00 |

| Veracruz    | 1 - 3 | Necaxa    | Luis "Pirata" Fuente         | 14 de septiembre | 18:00 |
| Jaguares    | 1 - 1 | Morelia   | Víctor Manuel Reyna          | 15 de septiembre | 17:00 |
| Monterrey   | 1 - 1 | Santos    | Tecnológico                  | 15 de septiembre | 17:00 |
| Guadalajara | 1 - 0 | Cruz Azul | Jalisco                      | 15 de septiembre | 19:03 |
| Pachuca     | 1 - 2 | Toluca    | Hidalgo                      | 15 de septiembre | 19:05 |
| Atlante     | 4 - 3 | San Luis  | Olímpico Andrés Quintana Roo | 15 de septiembre | 20:30 |
| UNAM        | 3 - 0 | Tecos     | Olímpico Universitario       | 16 de septiembre | 12:00 |
| Puebla      | 1 - 0 | Atlas     | Cuauhtémoc                   | 16 de septiembre | 12:15 |
| América     | 1 - 1 | Tigres    | Azteca                       | 16 de septiembre | 18:00 |

| Veracruz  | 3 - 0 | Pachuca     | Luis "Pirata" Fuente    | 21 de septiembre | 18:00 |
| San Luis  | 3 - 1 | América     | Alfonso Lastras Ramírez | 22 de septiembre | 17:00 |
| Cruz Azul | 2 - 2 | Atlante     | Azul                    | 22 de septiembre | 17:00 |
| Morelia   | 0 - 3 | UNAM        | Estadio Morelos         | 22 de septiembre | 19:00 |
| Tigres    | 1 - 0 | Monterrey   | Universitario           | 22 de septiembre | 19:00 |
| Atlas     | 0 - 1 | Jaguares    | Jalisco                 | 22 de septiembre | 20:45 |
| Necaxa    | 1 - 1 | Tecos       | Victoria                | 22 de septiembre | 21:00 |
| Toluca    | 1 - 0 | Guadalajara | Nemesio Díez            | 23 de septiembre | 12:00 |
| Santos    | 4 - 1 | Puebla      | Corona                  | 23 de septiembre | 16:00 |

| Tecos       | 3 - 2 | Morelia   | Tres de Marzo                | 28 de septiembre | 18:00 |
| Monterrey   | 2 - 3 | San Luis  | Tecnológico                  | 29 de septiembre | 17:00 |
| Jaguares    | 2 - 2 | Santos    | Víctor Manuel Reyna          | 29 de septiembre | 17:00 |
| Guadalajara | 3 - 1 | Veracruz  | Jalisco                      | 29 de septiembre | 19:00 |
| Pachuca     | 1 - 1 | Necaxa    | Hidalgo                      | 29 de septiembre | 19:00 |
| Atlante     | 2 - 0 | Toluca    | Olímpico Andrés Quintana Roo | 29 de septiembre | 20:30 |
| UNAM        | 3 - 2 | Atlas     | Olímpico Universitario       | 30 de septiembre | 12:00 |
| Puebla      | 3 - 0 | Tigres    | Cuauhtémoc                   | 30 de septiembre | 12:00 |
| América     | 2 - 2 | Cruz Azul | Azteca                       | 30 de septiembre | 18:02 |

| Veracruz  | 0 - 2 | Atlante     | Luis "Pirata" Fuente    | 5 de octubre | 18:00 |
| San Luis  | 0 - 3 | Puebla      | Alfonso Lastras Ramírez | 6 de octubre | 17:00 |
| Cruz Azul | 2 - 1 | Monterrey   | Azul                    | 6 de octubre | 17:00 |
| Necaxa    | 1 - 1 | Morelia     | Victoria                | 6 de octubre | 19:00 |
| Pachuca   | 1 - 2 | Guadalajara | Hidalgo                 | 6 de octubre | 19:00 |
| Tigres    | 1 - 1 | Jaguares    | Universitario           | 6 de octubre | 19:00 |
| Atlas     | 3 - 2 | Tecos       | Jalisco                 | 6 de octubre | 20:45 |
| Toluca    | 3 - 1 | América     | Nemesio Díez            | 7 de octubre | 12:00 |
| Santos    | 3 - 2 | UNAM        | Corona                  | 7 de octubre | 16:00 |

| Monterrey   | 1 - 1 | Toluca    | Tecnológico                  | 10 de octubre | 20:45 |
| Tecos       | 3 - 1 | Santos    | Tres de Marzo                | 12 de octubre | 18:00 |
| Jaguares    | 2 - 2 | San Luis  | Víctor Manuel Reyna          | 13 de octubre | 17:00 |
| Morelia     | 0 - 2 | Atlas     | Morelos                      | 13 de octubre | 19:00 |
| Guadalajara | 5 - 1 | Necaxa    | Jalisco                      | 13 de octubre | 19:00 |
| Atlante     | 1 - 2 | Pachuca   | Olímpico Andrés Quintana Roo | 13 de octubre | 20:30 |
| Puebla      | 1 - 1 | Cruz Azul | Cuauhtémoc                   | 14 de octubre | 12:00 |
| UNAM        | 3 - 0 | Tigres    | Olímpico Universitario       | 14 de octubre | 12:00 |
| América     | 0 - 0 | Veracruz  | Azteca                       | 14 de octubre | 16:00 |

| Veracruz    | 3 - 1 | Monterrey | Luis "Pirata" Fuente    | 19 de octubre | 18:00 |
| San Luis    | 3 - 2 | UNAM      | Alfonso Lastras Ramírez | 20 de octubre | 17:00 |
| Cruz Azul   | 1 - 1 | Jaguares  | Azul                    | 20 de octubre | 17:00 |
| Guadalajara | 1 - 1 | Atlante   | Jalisco                 | 20 de octubre | 19:00 |
| Pachuca     | 1 - 2 | América   | Hidalgo                 | 20 de octubre | 19:00 |
| Tigres      | 4 - 0 | Tecos     | Universitario           | 20 de octubre | 19:00 |
| Toluca      | 2 - 0 | Puebla    | Nemesio Díez            | 21 de octubre | 12:00 |
| Necaxa      | 2 - 4 | Atlas     | Victoria                | 21 de octubre | 12:00 |
| Santos      | 3 - 2 | Morelia   | Corona                  | 21 de octubre | 16:00 |

| Tecos     | 2 - 3 | San Luis    | Tres de Marzo                | 27 de octubre | 18:00 |
| Monterrey | 3 - 1 | Pachuca     | Tecnológico                  | 28 de octubre | 17:00 |
| Jaguares  | 0 - 0 | Toluca      | Víctor Manuel Reyna          | 28 de octubre | 17:00 |
| Morelia   | 1 - 0 | Tigres      | Morelos                      | 28 de octubre | 19:00 |
| Atlante   | 0 - 2 | Necaxa      | Olímpico Andrés Quintana Roo | 28 de octubre | 20:30 |
| Atlas     | 2 - 5 | Santos      | Jalisco                      | 28 de octubre | 20:45 |
| UNAM      | 1 - 2 | Cruz Azul   | Olímpico Universitario       | 29 de octubre | 12:00 |
| Puebla    | 0 - 0 | Veracruz    | Cuauhtémoc                   | 29 de octubre | 12:00 |
| América   | 2 - 1 | Guadalajara | Azteca                       | 29 de octubre | 20:30 |

| Cruz Azul   | 1 - 2 | Tecos     | Azul                         | 29 de octubre | 16:00 |
| Veracruz    | 1 - 3 | Jaguares  | Luis "Pirata" Fuente         | 29 de octubre | 18:00 |
| Toluca      | 0 - 0 | UNAM      | Nemesio Díez                 | 29 de octubre | 19:00 |
| Necaxa      | 2 - 3 | Santos    | Victoria                     | 29 de octubre | 19:00 |
| Pachuca     | 0 - 0 | Puebla    | Cuauhtémoc                   | 29 de octubre | 20:00 |
| Guadalajara | 1 - 0 | Monterrey | Jalisco                      | 29 de octubre | 20:30 |
| San Luis    | 2 - 1 | Morelia   | Alfonso Lastras Ramírez      | 29 de octubre | 20:30 |
| Tigres      | 3 - 2 | Atlas     | Universitario                | 29 de octubre | 20:45 |
| Atlante     | 3 - 1 | América   | Olímpico Andrés Quintana Roo | 29 de octubre | 21:00 |

| Jaguares  | 0 - 2 | Pachuca     | Víctor Manuel Reyna    | 3 de noviembre | 17:00 |
| Monterrey | 1 - 1 | Atlante     | Tecnológico            | 3 de noviembre | 17:00 |
| Tecos     | 2 - 3 | Toluca      | Tres de Marzo          | 3 de noviembre | 18:00 |
| Morelia   | 2 - 1 | Cruz Azul   | Morelos                | 3 de noviembre | 19:00 |
| Atlas     | 1 - 1 | San Luis    | Jalisco                | 3 de noviembre | 20:45 |
| UNAM      | 8 - 0 | Veracruz    | Olímpico Universitario | 4 de noviembre | 12:00 |
| Puebla    | 0 - 3 | Guadalajara | Cuauhtémoc             | 4 de noviembre | 16:00 |
| Santos    | 0 - 0 | Tigres      | Corona                 | 4 de noviembre | 16:00 |
| América   | 1 - 0 | Necaxa      | Azteca                 | 4 de noviembre | 16:00 |

| Veracruz    | 3 - 2 | Tecos    | Luis "Pirata" Fuente         | 9 de noviembre  | 18:00 |
| Monterrey   | 0 - 1 | América  | Tecnológico                  | 10 de noviembre | 17:00 |
| San Luis    | 2 - 2 | Santos   | Alfonso Lastras              | 10 de noviembre | 17:00 |
| Cruz Azul   | 2 - 0 | Atlas    | Azul                         | 10 de noviembre | 17:00 |
| Guadalajara | 5 - 4 | Jaguares | Jalisco                      | 10 de noviembre | 19:00 |
| Atlante     | 4 - 0 | Puebla   | Olímpico Andrés Quintana Roo | 10 de noviembre | 20:30 |
| Toluca      | 2 - 0 | Morelia  | Nemesio Díez                 | 11 de noviembre | 12:00 |
| Necaxa      | 1 - 0 | Tigres   | Victoria                     | 11 de noviembre | 14:00 |
| Pachuca     | 1 - 1 | UNAM     | Hidalgo                      | 11 de noviembre | 17:00 |

### Resultados
|             | AME | ATL | ATS | JAG | CAZ | GDL | MTY | MOR | NEC | PACH | PUE | SNL | SAN | TOL | UAG | UNAM | UANL | VER |
| América     |     |     | 2-1 | 6-1 | 2-2 | 2-1 |     |     | 1-0 |      |     |     |     |     | 4-1 |      | 1-1  | 0-0 |
| Atlante     | 2-1 |     |     |     |     |     |     |     | 0-2 | 1-2  | 4-0 | 4-3 | 2-2 | 2-0 |     | 1-0  |      |     |
| Atlas       |     | 1-2 |     | 0-1 |     |     | 2-2 |     |     | 0-1  |     | 1-1 | 2-5 | 1-1 | 3-2 |      |      |     |
| Jaguares    |     | 1-1 |     |     |     |     | 0-0 | 1-1 |     | 0-2  |     | 2-2 | 2-2 | 0-0 |     | 1-2  |      |     |
| Cruz Azul   |     | 2-2 | 2-0 | 1-1 |     |     | 2-1 |     | 3-0 | 1-2  |     |     |     | 3-1 | 1-2 |      | 1-0  |     |
| Guadalajara |     | 1-1 | 3-1 | 5-4 | 1-0 |     | 1-0 |     | 5-1 |      |     |     |     |     | 0-0 |      | 1-0  | 3-1 |
| Monterrey   | 0-1 | 1-1 |     |     |     |     |     | 1-2 |     | 3-1  | 2-0 | 2-3 | 1-1 | 1-1 |     | 1-0  |      |     |
| Morelia     |     | 1-1 | 0-2 |     | 2-1 | 1-0 |     |     |     |      | 2-0 |     |     |     |     | 0-3  | 1-0  | 1-1 |
| Necaxa      |     |     | 2-4 | 1-1 |     |     | 3-2 | 1-1 |     |      | 2-1 |     | 2-3 |     | 1-1 | 1-1  | 1-0  |     |
| Pachuca     | 1-2 |     |     |     |     | 1-2 |     | 3-1 | 1-1 |      | 0-0 | 4-1 | 0-1 | 1-2 |     | 1-1  |      |     |
| Puebla      | 0-0 |     | 1-0 | 1-2 | 1-1 | 0-3 |     |     |     |      |     |     |     |     | 3-0 |      | 3-0  | 0-0 |
| San Luis    | 2-1 |     |     |     | 3-1 | 0-0 |     | 2-1 | 3-2 |      | 0-3 |     | 2-2 |     |     | 3-2  |      | 2-1 |
| Santos      | 4-0 |     | 5-2 |     | 2-0 | 2-1 |     | 3-2 |     |      | 4-1 |     |     |     |     | 3-2  | 0-0  | 2-0 |
| Toluca      | 3-1 |     |     |     |     | 1-0 |     | 2-0 | 4-0 |      | 2-0 | 2-1 | 2-3 |     |     | 0-0  |      | 2-1 |
| Tecos UAG   |     | 0-3 |     | 2-1 |     |     | 3-0 | 3-2 |     | 1-4  |     | 2-3 | 3-1 | 2-3 |     |      |      |     |
| Pumas UNAM  | 1-1 |     | 3-2 |     | 1-2 | 1-1 |     |     |     |      | 2-2 |     |     |     | 2-0 |      | 3-0  | 8-0 |
| Tigres UANL |     | 2-3 | 3-2 | 1-1 |     |     | 1-0 | 0-1 |     | 3-2  |     | 0-0 |     | 0-1 | 4-0 |      |      |     |
| Veracruz    |     | 0-2 | 2-1 | 1-3 | 1-4 |     | 3-1 |     | 1-3 | 3-0  |     |     |     |     | 3-2 |      | 2-1  |     |

## Liguilla
|  | Reclasificación                                                          | Reclasificación                                                          | Reclasificación                                                          | Reclasificación                                                          | Reclasificación                                                          |   |   | Cuartos de final                                                         | Cuartos de final                                                         | Cuartos de final                                                         | Cuartos de final                                                         | Cuartos de final                                                         |  |   | Semifinales                                                            | Semifinales                                                            | Semifinales                                                            | Semifinales                                                            | Semifinales                                                            |   |  | Final                                                        | Final                                                        | Final                                                        | Final                                                        | Final                                                        |  |
|  | 14 y 15 de noviembre de 2007 (ida) 17 y 18 de noviembre de 2007 (vuelta) | 14 y 15 de noviembre de 2007 (ida) 17 y 18 de noviembre de 2007 (vuelta) | 14 y 15 de noviembre de 2007 (ida) 17 y 18 de noviembre de 2007 (vuelta) | 14 y 15 de noviembre de 2007 (ida) 17 y 18 de noviembre de 2007 (vuelta) | 14 y 15 de noviembre de 2007 (ida) 17 y 18 de noviembre de 2007 (vuelta) |   |   | 21 y 22 de noviembre de 2007 (ida) 24 y 25 de noviembre de 2007 (vuelta) | 21 y 22 de noviembre de 2007 (ida) 24 y 25 de noviembre de 2007 (vuelta) | 21 y 22 de noviembre de 2007 (ida) 24 y 25 de noviembre de 2007 (vuelta) | 21 y 22 de noviembre de 2007 (ida) 24 y 25 de noviembre de 2007 (vuelta) | 21 y 22 de noviembre de 2007 (ida) 24 y 25 de noviembre de 2007 (vuelta) |  |   | 28 y 29 de noviembre de 2007 (ida) 1 y 2 de diciembre de 2007 (vuelta) | 28 y 29 de noviembre de 2007 (ida) 1 y 2 de diciembre de 2007 (vuelta) | 28 y 29 de noviembre de 2007 (ida) 1 y 2 de diciembre de 2007 (vuelta) | 28 y 29 de noviembre de 2007 (ida) 1 y 2 de diciembre de 2007 (vuelta) | 28 y 29 de noviembre de 2007 (ida) 1 y 2 de diciembre de 2007 (vuelta) |   |  | 6 de diciembre de 2007 (ida) 9 de diciembre de 2007 (vuelta) | 6 de diciembre de 2007 (ida) 9 de diciembre de 2007 (vuelta) | 6 de diciembre de 2007 (ida) 9 de diciembre de 2007 (vuelta) | 6 de diciembre de 2007 (ida) 9 de diciembre de 2007 (vuelta) | 6 de diciembre de 2007 (ida) 9 de diciembre de 2007 (vuelta) |  |
|  |                                                                          |                                                                          |                                                                          |                                                                          |                                                                          |   |   |                                                                          |                                                                          |                                                                          |                                                                          |                                                                          |  |   |                                                                        |                                                                        |                                                                        |                                                                        |                                                                        |   |  |                                                              |                                                              |                                                              |                                                              |                                                              |  |
|  |                                                                          |                                                                          |                                                                          |                                                                          |                                                                          |   |   |                                                                          |                                                                          |                                                                          |                                                                          |                                                                          |  |   |                                                                        |                                                                        |                                                                        |                                                                        |                                                                        |   |  |                                                              |                                                              |                                                              |                                                              |                                                              |  |
|  |                                                                          |                                                                          |                                                                          |                                                                          |                                                                          |   |   |                                                                          |                                                                          |                                                                          |                                                                          |                                                                          |  |   |                                                                        |                                                                        |                                                                        |                                                                        |                                                                        |   |  |                                                              |                                                              |                                                              |                                                              |                                                              |  |
|  |                                                                          |                                                                          |                                                                          |                                                                          |                                                                          |   |   |                                                                          |                                                                          |                                                                          |                                                                          |                                                                          |  |   |                                                                        |                                                                        |                                                                        |                                                                        |                                                                        |   |  |                                                              |                                                              |                                                              |                                                              |                                                              |  |
|  |                                                                          |                                                                          |                                                                          |                                                                          |                                                                          |   |   |                                                                          |                                                                          |                                                                          |                                                                          |                                                                          |  |   |                                                                        |                                                                        |                                                                        |                                                                        |                                                                        |   |  |                                                              |                                                              |                                                              |                                                              |                                                              |  |
|  |                                                                          | 3                                                                        | Atlante                                                                  | 1                                                                        | 2                                                                        | 3 |   |                                                                          |                                                                          |                                                                          |                                                                          |                                                                          |  |   |                                                                        |                                                                        |                                                                        |                                                                        |                                                                        |   |  |                                                              |                                                              |                                                              |                                                              |                                                              |  |
|  |                                                                          |                                                                          |                                                                          |                                                                          |                                                                          | 3 |   |                                                                          |                                                                          |                                                                          |                                                                          |                                                                          |  |   |                                                                        |                                                                        |                                                                        |                                                                        |                                                                        |   |  |                                                              |                                                              |                                                              |                                                              |                                                              |  |
|  |                                                                          |                                                                          | 7                                                                        | Cruz Azul                                                                | 0                                                                        | 1 | 1 |                                                                          |                                                                          |                                                                          |                                                                          |                                                                          |  |   |                                                                        |                                                                        |                                                                        |                                                                        |                                                                        |   |  |                                                              |                                                              |                                                              |                                                              |                                                              |  |
|  | 7                                                                        | Cruz Azul                                                                | 7                                                                        | Cruz Azul                                                                | 0                                                                        | 1 | 1 | 2                                                                        | 4                                                                        | 6                                                                        |                                                                          |                                                                          |  |   |                                                                        |                                                                        |                                                                        |                                                                        |                                                                        |   |  |                                                              |                                                              |                                                              |                                                              |                                                              |  |
|  | 7                                                                        | Cruz Azul                                                                |                                                                          |                                                                          |                                                                          |   |   |                                                                          |                                                                          | 6                                                                        |                                                                          |                                                                          |  |   |                                                                        |                                                                        |                                                                        |                                                                        |                                                                        |   |  |                                                              |                                                              |                                                              |                                                              |                                                              |  |
|  | 9                                                                        | Pachuca                                                                  | 0                                                                        | 0                                                                        | 0                                                                        |   |   |                                                                          |                                                                          |                                                                          |                                                                          |                                                                          |  |   |                                                                        |                                                                        |                                                                        |                                                                        |                                                                        |   |  |                                                              |                                                              |                                                              |                                                              |                                                              |  |
|  | 9                                                                        | Pachuca                                                                  | 0                                                                        | 0                                                                        | 0                                                                        |   |   |                                                                          |                                                                          |                                                                          |                                                                          |                                                                          |  | 3 | Atlante (*)                                                            | 0                                                                      | 1                                                                      | 1                                                                      |                                                                        |   |  |                                                              |                                                              |                                                              |                                                              |                                                              |  |
|  |                                                                          |                                                                          |                                                                          |                                                                          |                                                                          |   |   |                                                                          |                                                                          |                                                                          |                                                                          |                                                                          |  | 3 | Atlante (*)                                                            | 0                                                                      | 1                                                                      | 1                                                                      |                                                                        |   |  |                                                              |                                                              |                                                              |                                                              |                                                              |  |
|  |                                                                          |                                                                          | 4                                                                        | Guadalajara                                                              | 1                                                                        | 0 | 1 |                                                                          |                                                                          |                                                                          |                                                                          |                                                                          |  |   |                                                                        |                                                                        |                                                                        |                                                                        |                                                                        |   |  |                                                              |                                                              |                                                              |                                                              |                                                              |  |
|  |                                                                          |                                                                          | 4                                                                        | Guadalajara                                                              | 1                                                                        | 0 | 1 |                                                                          |                                                                          |                                                                          |                                                                          |                                                                          |  |   |                                                                        |                                                                        |                                                                        |                                                                        |                                                                        |   |  |                                                              |                                                              |                                                              |                                                              |                                                              |  |
|  |                                                                          |                                                                          |                                                                          |                                                                          |                                                                          |   |   |                                                                          |                                                                          |                                                                          |                                                                          |                                                                          |  |   |                                                                        |                                                                        |                                                                        |                                                                        |                                                                        |   |  |                                                              |                                                              |                                                              |                                                              |                                                              |  |
|  |                                                                          |                                                                          |                                                                          |                                                                          |                                                                          |   |   |                                                                          |                                                                          |                                                                          |                                                                          |                                                                          |  |   |                                                                        |                                                                        |                                                                        |                                                                        |                                                                        |   |  |                                                              |                                                              |                                                              |                                                              |                                                              |  |
|  |                                                                          | 4                                                                        | Guadalajara                                                              | 1                                                                        | 1                                                                        | 2 |   |                                                                          |                                                                          |                                                                          |                                                                          |                                                                          |  |   |                                                                        |                                                                        |                                                                        |                                                                        |                                                                        |   |  |                                                              |                                                              |                                                              |                                                              |                                                              |  |
|  |                                                                          |                                                                          |                                                                          |                                                                          |                                                                          | 2 |   |                                                                          |                                                                          |                                                                          |                                                                          |                                                                          |  |   |                                                                        |                                                                        |                                                                        |                                                                        |                                                                        |   |  |                                                              |                                                              |                                                              |                                                              |                                                              |  |
|  |                                                                          |                                                                          | 5                                                                        | San Luis                                                                 | 1                                                                        | 0 | 1 |                                                                          |                                                                          |                                                                          |                                                                          |                                                                          |  |   |                                                                        |                                                                        |                                                                        |                                                                        |                                                                        |   |  |                                                              |                                                              |                                                              |                                                              |                                                              |  |
|  |                                                                          |                                                                          | 5                                                                        | San Luis                                                                 | 1                                                                        | 0 | 1 |                                                                          |                                                                          |                                                                          |                                                                          |                                                                          |  |   |                                                                        |                                                                        |                                                                        |                                                                        |                                                                        |   |  |                                                              |                                                              |                                                              |                                                              |                                                              |  |
|  |                                                                          |                                                                          |                                                                          |                                                                          |                                                                          |   |   |                                                                          |                                                                          |                                                                          |                                                                          |                                                                          |  |   |                                                                        |                                                                        |                                                                        |                                                                        |                                                                        |   |  |                                                              |                                                              |                                                              |                                                              |                                                              |  |
|  |                                                                          |                                                                          |                                                                          |                                                                          |                                                                          |   |   |                                                                          |                                                                          |                                                                          |                                                                          |                                                                          |  |   |                                                                        |                                                                        |                                                                        |                                                                        |                                                                        |   |  |                                                              |                                                              |                                                              |                                                              |                                                              |  |
|  |                                                                          |                                                                          |                                                                          |                                                                          |                                                                          |   |   |                                                                          |                                                                          |                                                                          |                                                                          |                                                                          |  |   |                                                                        | 3                                                                      | Atlante                                                                | 0                                                                      | 2                                                                      | 2 |  |                                                              |                                                              |                                                              |                                                              |                                                              |  |
|  |                                                                          |                                                                          |                                                                          |                                                                          |                                                                          |   |   |                                                                          |                                                                          |                                                                          |                                                                          |                                                                          |  |   |                                                                        |                                                                        |                                                                        |                                                                        |                                                                        | 2 |  |                                                              |                                                              |                                                              |                                                              |                                                              |  |
|  |                                                                          |                                                                          | 8                                                                        | UNAM                                                                     | 0                                                                        | 1 | 1 |                                                                          |                                                                          |                                                                          |                                                                          |                                                                          |  |   |                                                                        |                                                                        |                                                                        |                                                                        |                                                                        |   |  |                                                              |                                                              |                                                              |                                                              |                                                              |  |
|  |                                                                          |                                                                          | 8                                                                        | UNAM                                                                     | 0                                                                        | 1 | 1 |                                                                          |                                                                          |                                                                          |                                                                          |                                                                          |  |   |                                                                        |                                                                        |                                                                        |                                                                        |                                                                        |   |  |                                                              |                                                              |                                                              |                                                              |                                                              |  |
|  |                                                                          |                                                                          |                                                                          |                                                                          |                                                                          |   |   |                                                                          |                                                                          |                                                                          |                                                                          |                                                                          |  |   |                                                                        |                                                                        |                                                                        |                                                                        |                                                                        |   |  |                                                              |                                                              |                                                              |                                                              |                                                              |  |
|  |                                                                          |                                                                          |                                                                          |                                                                          |                                                                          |   |   |                                                                          |                                                                          |                                                                          |                                                                          |                                                                          |  |   |                                                                        |                                                                        |                                                                        |                                                                        |                                                                        |   |  |                                                              |                                                              |                                                              |                                                              |                                                              |  |
|  |                                                                          | 1                                                                        | Santos                                                                   | 2                                                                        | 3                                                                        | 5 |   |                                                                          |                                                                          |                                                                          |                                                                          |                                                                          |  |   |                                                                        |                                                                        |                                                                        |                                                                        |                                                                        |   |  |                                                              |                                                              |                                                              |                                                              |                                                              |  |
|  |                                                                          |                                                                          |                                                                          |                                                                          |                                                                          | 5 |   |                                                                          |                                                                          |                                                                          |                                                                          |                                                                          |  |   |                                                                        |                                                                        |                                                                        |                                                                        |                                                                        |   |  |                                                              |                                                              |                                                              |                                                              |                                                              |  |
|  |                                                                          |                                                                          | 10                                                                       | Morelia                                                                  | 0                                                                        | 2 | 2 |                                                                          |                                                                          |                                                                          |                                                                          |                                                                          |  |   |                                                                        |                                                                        |                                                                        |                                                                        |                                                                        |   |  |                                                              |                                                              |                                                              |                                                              |                                                              |  |
|  | 6                                                                        | América                                                                  | 10                                                                       | Morelia                                                                  | 0                                                                        | 2 | 2 | 0                                                                        | 1                                                                        | 1                                                                        |                                                                          |                                                                          |  |   |                                                                        |                                                                        |                                                                        |                                                                        |                                                                        |   |  |                                                              |                                                              |                                                              |                                                              |                                                              |  |
|  | 6                                                                        | América                                                                  |                                                                          |                                                                          |                                                                          |   |   |                                                                          |                                                                          | 1                                                                        |                                                                          |                                                                          |  |   |                                                                        |                                                                        |                                                                        |                                                                        |                                                                        |   |  |                                                              |                                                              |                                                              |                                                              |                                                              |  |
|  | 10                                                                       | Morelia                                                                  | 3                                                                        | 0                                                                        | 3                                                                        |   |   |                                                                          |                                                                          |                                                                          |                                                                          |                                                                          |  |   |                                                                        |                                                                        |                                                                        |                                                                        |                                                                        |   |  |                                                              |                                                              |                                                              |                                                              |                                                              |  |
|  | 10                                                                       | Morelia                                                                  | 3                                                                        | 0                                                                        | 3                                                                        |   |   |                                                                          |                                                                          |                                                                          |                                                                          |                                                                          |  | 1 | Santos                                                                 | 0                                                                      | 4                                                                      | 4                                                                      |                                                                        |   |  |                                                              |                                                              |                                                              |                                                              |                                                              |  |
|  |                                                                          |                                                                          |                                                                          |                                                                          |                                                                          |   |   |                                                                          |                                                                          |                                                                          |                                                                          |                                                                          |  | 1 | Santos                                                                 | 0                                                                      | 4                                                                      | 4                                                                      |                                                                        |   |  |                                                              |                                                              |                                                              |                                                              |                                                              |  |
|  |                                                                          |                                                                          | 8                                                                        | UNAM                                                                     | 3                                                                        | 2 | 5 |                                                                          |                                                                          |                                                                          |                                                                          |                                                                          |  |   |                                                                        |                                                                        |                                                                        |                                                                        |                                                                        |   |  |                                                              |                                                              |                                                              |                                                              |                                                              |  |
|  |                                                                          |                                                                          | 8                                                                        | UNAM                                                                     | 3                                                                        | 2 | 5 |                                                                          |                                                                          |                                                                          |                                                                          |                                                                          |  |   |                                                                        |                                                                        |                                                                        |                                                                        |                                                                        |   |  |                                                              |                                                              |                                                              |                                                              |                                                              |  |
|  |                                                                          |                                                                          |                                                                          |                                                                          |                                                                          |   |   |                                                                          |                                                                          |                                                                          |                                                                          |                                                                          |  |   |                                                                        |                                                                        |                                                                        |                                                                        |                                                                        |   |  |                                                              |                                                              |                                                              |                                                              |                                                              |  |
|  |                                                                          |                                                                          |                                                                          |                                                                          |                                                                          |   |   |                                                                          |                                                                          |                                                                          |                                                                          |                                                                          |  |   |                                                                        |                                                                        |                                                                        |                                                                        |                                                                        |   |  |                                                              |                                                              |                                                              |                                                              |                                                              |  |
|  |                                                                          | 2                                                                        | Toluca                                                                   | 0                                                                        | 1                                                                        | 1 |   |                                                                          |                                                                          |                                                                          |                                                                          |                                                                          |  |   |                                                                        |                                                                        |                                                                        |                                                                        |                                                                        |   |  |                                                              |                                                              |                                                              |                                                              |                                                              |  |
|  |                                                                          |                                                                          |                                                                          |                                                                          |                                                                          | 1 |   |                                                                          |                                                                          |                                                                          |                                                                          |                                                                          |  |   |                                                                        |                                                                        |                                                                        |                                                                        |                                                                        |   |  |                                                              |                                                              |                                                              |                                                              |                                                              |  |
|  |                                                                          |                                                                          | 8                                                                        | UNAM                                                                     | 2                                                                        | 1 | 3 |                                                                          |                                                                          |                                                                          |                                                                          |                                                                          |  |   |                                                                        |                                                                        |                                                                        |                                                                        |                                                                        |   |  |                                                              |                                                              |                                                              |                                                              |                                                              |  |
|  |                                                                          |                                                                          | 8                                                                        | UNAM                                                                     | 2                                                                        | 1 | 3 |                                                                          |                                                                          |                                                                          |                                                                          |                                                                          |  |   |                                                                        |                                                                        |                                                                        |                                                                        |                                                                        |   |  |                                                              |                                                              |                                                              |                                                              |                                                              |  |
|  |                                                                          |                                                                          |                                                                          |                                                                          |                                                                          |   |   |                                                                          |                                                                          |                                                                          |                                                                          |                                                                          |  |   |                                                                        |                                                                        |                                                                        |                                                                        |                                                                        |   |  |                                                              |                                                              |                                                              |                                                              |                                                              |  |
|  |                                                                          |                                                                          |                                                                          |                                                                          |                                                                          |   |   |                                                                          |                                                                          |                                                                          |                                                                          |                                                                          |  |   |                                                                        |                                                                        |                                                                        |                                                                        |                                                                        |   |  |                                                              |                                                              |                                                              |                                                              |                                                              |  |
|  |                                                                          |                                                                          |                                                                          |                                                                          |                                                                          |   |   |                                                                          |                                                                          |                                                                          |                                                                          |                                                                          |  |   |                                                                        |                                                                        |                                                                        |                                                                        |                                                                        |   |  |                                                              |                                                              |                                                              |                                                              |                                                              |  |
|  |                                                                          |                                                                          |                                                                          |                                                                          |                                                                          |   |   |                                                                          |                                                                          |                                                                          |                                                                          |                                                                          |  |   |                                                                        |                                                                        |                                                                        |                                                                        |                                                                        |   |  |                                                              |                                                              |                                                              |                                                              |                                                              |  |

- (*) Avanzan por su posición en la tabla

### Reclasificación
| 15 de noviembre de 2007, 20:30 | Morelia                                                    | 3:0 (2:0) | América                                            | Estadio Morelos, Morelia, Michoacán                            |                                                                |
|                                | Cervantes 28' · Romero 42', 51' · Aldrete 63' · Landín 73' |           | Cervantes 40' · Silva 67' · López 70' · Davino 83' | Asistencia: 40,000 espectadores Árbitro(s): José Gabriel Gómez | Asistencia: 40,000 espectadores Árbitro(s): José Gabriel Gómez |

| 18 de noviembre de 2007, 17:00           | América                 | 1:0 (1:0) | Morelia                                                                                       | Estadio Azteca, Ciudad de México                             |                                                              |
|                                          | Esqueda 41' · López 45' |           | Romero 26' · Cervantes 44' · Muñoz 48' · Trujillo 51' · Carrasco 53' · Aldrete 82' · Choy 83' | Asistencia: 58,000 espectadores Árbitro(s): José Abramo Lira | Asistencia: 58,000 espectadores Árbitro(s): José Abramo Lira |
| Morelia avanza a Cuartos de final (1-3). |                         |           |                                                                                               |                                                              |                                                              |

| 14 de noviembre de 2007, 19:10                                                                       | Pachuca | 0:2 (0:1) | Cruz Azul                                                   | Estadio Hidalgo, Pachuca, Hidalgo                             |                                                               |
| |         |           | Domínguez 5' 61' · Rodríguez 12' · Villaluz 85' · Nuñez 88' | Asistencia: 0 espectadores Árbitro(s): Jesús Fabricio Morales | Asistencia: 0 espectadores Árbitro(s): Jesús Fabricio Morales |
| Este partido se jugó a puerta cerrada tras la sanción de la Comisión Disciplinaria sobre el Pachuca. |         |           |                                                             |                                                               |                                                               |

| 17 de noviembre de 2007, 17:00             | Cruz Azul                                               | 4:0 (2:0) | Pachuca   | Estadio Azul, Ciudad de México |                                |
|                                            | Delgado 13' · Borgetti 31' · Núñez 64' 66' · Juárez 90' |           | Pinto 82' | Árbitro(s): Marco A. Rodríguez | Árbitro(s): Marco A. Rodríguez |
| Cruz Azul avanza a Cuartos de final (6-0). |                                                         |           |           |                                |                                |

### Cuartos de final
| 22 de noviembre, 19:00h | Morelia                                            | 0:2 (0:1) | Santos                                  | Estadio Morelos, Morelia, Michoacán |                                     |
|                         | Romero 47' · Trujillo 71' · Cervantes 90' hasta 3' |           | Castillo 19' · Ludueña 49' · García 87' | Árbitro(s): Mauricio Rafael Morales | Árbitro(s): Mauricio Rafael Morales |

| 25 de noviembre, 16:00 h           | Santos                               | 3:2 (2:0) | Morelia               | Estadio Corona, Torreón, Coahuila |                              |
|                                    | Ludueña 45' · García 52' · Vuoso 79' |           | Guzmán 65' · Arce 81' | Árbitro(s): Germán Arredondo      | Árbitro(s): Germán Arredondo |
| Santos avanza a semifinales (5:2). |                                      |           |                       |                                   |                              |

| 22 de noviembre, 21:00 | UNAM                    | 2:0 (1:0) | Toluca                                     | Estadio Olímpico Universitario, Distrito Federal |                              |
|                        | Scocco 17' · Scocco 54' |           | Cristante 54' · Zinha 57' 57' · Rosada 68' | Árbitro(s): Francisco Chacón                     | Árbitro(s): Francisco Chacón |

| 25 de noviembre, 12:00 h        | Toluca                                                            | 1:1 (1:0) | UNAM                                                    | Estadio Nemesio Díez, Toluca, Estado de México |                            |
|                                 | Da Silva 3' · Rosada 12' · Giménez 33' · Ponce 56' · González 71' |           | Leandro 26' · Solari 51' 63' · Barrera 54' · Castro 66' | Árbitro(s): Roberto García                     | Árbitro(s): Roberto García |
| UNAM avanza a semifinales (3:1) |                                                                   |           |                                                         |                                                |                            |

| 21 de noviembre, 19:00 h | Cruz Azul                                         | 0:1 (0:1) | Atlante                                                  | Estadio Azul, Distrito Federal, |                            |
|                          | Chávez 56' 72' · Velasco 68' · López 90' hasta 2' |           | Pereyra 2' · Zamora 48' · Ovalle 51' · Cervantes 86' 87' | Árbitro(s): Fabián Delgado      | Árbitro(s): Fabián Delgado |

| 24 de noviembre, 21:00 h           | Atlante                                   | 2:1 (1:0) | Cruz Azul                      | Estadio Olímpico Andrés Quintana Roo, Cancún, Quintana Roo |                                |
|                                    | Maldonado 23' · Zamora 29' · González 64' |           | Borgetti 26' 87' · Torrado 36' | Árbitro(s): Marco A. Rodríguez                             | Árbitro(s): Marco A. Rodríguez |
| Atlante avanza a semifinales (3:1) |                                           |           |                                |                                                            |                                |

| 21 de noviembre, 21:00 h | San Luis                                     | 1:1 (0:1) | Guadalajara                                                                        | Estadio Alfonso Lastras, San Luis Potosí, San Luis Potosí |                                     |
|                          | Martínez 41' · Guerrero 44' · Moreno 85' 89' |           | Reynoso 22' · Bravo 32' · Santana 37' · Pineda 44' 66' 66' · Magallón 90' hasta 2' | Árbitro(s): Paul Enrique Delgadillo                       | Árbitro(s): Paul Enrique Delgadillo |

| 25 de noviembre, 19:00 h               | Guadalajara                              | 1:0 (0:0) | San Luis           | Estadio Jalisco, Guadalajara, Jalisco |                               |
|                                        | Magallón 23' · Santana 56' · Esparza 79' |           | García 71' 81' 81' | Árbitro(s): Armando Archundia         | Árbitro(s): Armando Archundia |
| Guadalajara avanza a semifinales (2:1) |                                          |           |                    |                                       |                               |

### Semifinal
| 29 de noviembre, 21:00 | UNAM                                                      | 3:0 | Santos | Estadio Olímpico Universitario, Ciudad de México             |                                                              |
|                        | Scocco 26' 54' · González 41' · Sambueza 43' · Moreno 50' |     |        | Asistencia: 48.000 espectadores Árbitro(s): Mauricio Morales | Asistencia: 48.000 espectadores Árbitro(s): Mauricio Morales |

| 2 de diciembre de 2007, 17:00     | Santos                                             | 4:2 | UNAM                                                             | Estadio Corona, Torreón, Coahuila |                                 |
|                                   | Ludueña 13' 36' 87' · Castillo 41' · Vuoso 75' 41' |     | González 11' · Castro 20' · Scocco 52' · Barrera 67' · Solari 3' | Asistencia: 25.000 espectadores   | Asistencia: 25.000 espectadores |
| UNAM avanza a la Gran Final (4:5) |                                                    |     |                                                                  |                                   |                                 |

| 28 de noviembre, 21:00 h | Guadalajara                                         | 1:0 (0:0) | Atlante                              | Estadio Jalisco, Guadalajara, Jalisco                        |                                                              |
|                          | Reynoso 22' · Bravo 32' · Morales 57' · Reynoso 90' |           | Zamora 4' · González 58' · Muñoz 76' | Asistencia: 29.000 espectadores Árbitro(s): Germán Arredondo | Asistencia: 29.000 espectadores Árbitro(s): Germán Arredondo |

| 1 de diciembre de 2007, 21:00  | Atlante                 | 1:0 | Guadalajara | Estadio Olímpico Andrés Quintana Roo, Cancún, Quintana Roo |                                 |
|                                | Giancarlo Maldonado 57' |     |             | Asistencia: 20.000 espectadores                            | Asistencia: 20.000 espectadores |
| Atlante avanza a la Gran Final |                         |     |             |                                                            |                                 |

### Final
| 6 de diciembre de 2007, 21:00 | UNAM | 0-0 (0-0) | Atlante | Estadio Olímpico Universitario, Ciudad de México             |  |
|                               |      |           |         | Asistencia: 57.000 espectadores Árbitro(s): Mauricio Morales |  |

| 9 de diciembre de 2007, 18:00           | Atlante                    | 2-1 (0-0) | UNAM        | Estadio Olímpico Andrés Quintana Roo, Cancún, Quintana Roo    |                                                               |
|                                         | Maldonado 59' · Ovalle 86' |           | Íñiguez 69' | Asistencia: 20.000 espectadores Árbitro(s): Armando Archundia | Asistencia: 20.000 espectadores Árbitro(s): Armando Archundia |
| Atlante consigue su 3er título de liga. |                            |           |             |                                                               |                                                               |

| 0 | Juego de Ida | 0 |
|   |              |   |

| UNAM: |            |     |
| 12 | Bernal     |     |
| 2 | Velarde    | 70' |
| 3 | Moreno     | 87' |
| 4 | Verón      |     |
| 5 | Castro     |     |
| 7 | Leandro    | 70' |
| 8 | Barrera    |     |
| 9 | Solari     |     |
| 10 | Scocco     |     |
| 11 | Sambueza   |     |
| 16 | Espinosa   |     |
| Suplentes: |            |     |
| 1 | Patiño     |     |
| 6 | Espinosa   |     |
| 13 | Chiapas    |     |
| 14 | Alex Diego |     |
| 15 | González   |     |
| 17 | Palencia   |     |
| 20 | Íñiguez    |     |
| Director Técnico: |            |     |
| Ricardo Ferretti Árbitro: Mauricio Morales Asistentes: Salvador Rodríguez Isabel Tovar Cuarto árbitro: Rafael Medina |            |     |

| ATLANTE:            |           |     |     |
| 3                   | Vilar     |     |     |
| 2                   | Muñoz     | 90' |     |
| 5                   | González  |     |     |
| 8                   | Zamora    | 38' |     |
| 9                   | Maldonado |     |     |
| 17                  | Toledo    |     | 54' |
| 18                  | Bermúdez  |     | 90' |
| 20                  | Carévic   |     |     |
| 23                  | Castillo  |     |     |
| 26                  | Ovalle    |     |     |
| 27                  | Guerrero  |     | 80' |
| Suplentes:          |           |     |     |
| 6                   | Nkong     |     | 90' |
| 7                   | Alcántar  |     | 54' |
| 10                  | Pereyra   |     | 80' |
| 11                  | Cárdenas  |     |     |
| 14                  | Hierro    |     |     |
| 22                  | Cuevas    |     |     |
| 25                  | Cervantes |     |     |
| Director Técnico:   |           |     |     |
| José Guadalupe Cruz |           |     |     |

| UNAM: |            |     |
| 12 | Bernal     |     |
| 2 | Velarde    | 70' |
| 3 | Moreno     | 87' |
| 4 | Verón      |     |
| 5 | Castro     |     |
| 7 | Leandro    | 70' |
| 8 | Barrera    |     |
| 9 | Solari     |     |
| 10 | Scocco     |     |
| 11 | Sambueza   |     |
| 16 | Espinosa   |     |
| Suplentes: |            |     |
| 1 | Patiño     |     |
| 6 | Espinosa   |     |
| 13 | Chiapas    |     |
| 14 | Alex Diego |     |
| 15 | González   |     |
| 17 | Palencia   |     |
| 20 | Íñiguez    |     |
| Director Técnico: |            |     |
| Ricardo Ferretti Árbitro: Mauricio Morales Asistentes: Salvador Rodríguez Isabel Tovar Cuarto árbitro: Rafael Medina |            |     |

| ATLANTE:            |           |     |     |
| 3                   | Vilar     |     |     |
| 2                   | Muñoz     | 90' |     |
| 5                   | González  |     |     |
| 8                   | Zamora    | 38' |     |
| 9                   | Maldonado |     |     |
| 17                  | Toledo    |     | 54' |
| 18                  | Bermúdez  |     | 90' |
| 20                  | Carévic   |     |     |
| 23                  | Castillo  |     |     |
| 26                  | Ovalle    |     |     |
| 27                  | Guerrero  |     | 80' |
| Suplentes:          |           |     |     |
| 6                   | Nkong     |     | 90' |
| 7                   | Alcántar  |     | 54' |
| 10                  | Pereyra   |     | 80' |
| 11                  | Cárdenas  |     |     |
| 14                  | Hierro    |     |     |
| 22                  | Cuevas    |     |     |
| 25                  | Cervantes |     |     |
| Director Técnico:   |           |     |     |
| José Guadalupe Cruz |           |     |     |

| 2 | Juego de Vuelta | 1 |
|   |                 |   |

| ATLANTE: |           |     |     |
| 3 | Vilar     |     |     |
| 2 | Muñoz     |     |     |
| 5 | González  | 39' |     |
| 9 | Maldonado |     |     |
| 10 | Pereyra   | 72' |     |
| 17 | Toledo    |     | 66' |
| 18 | Bermúdez  | 80' |     |
| 20 | Carévic   |     |     |
| 23 | Castillo  |     | 34' |
| 26 | Ovalle    |     |     |
| 27 | Guerrero  |     | 46' |
| Suplentes: |           |     |     |
| 6 | Nkong     |     | 66' |
| 7 | Alcántar  |     | 34' |
| 11 | Cárdenas  |     |     |
| 14 | Hierro    |     |     |
| 15 | Muñoz     |     | 46' |
| 22 | Cuevas    |     |     |
| 25 | Cervantes |     |     |
| Director Técnico: |           |     |     |
| José Guadalupe Cruz Árbitro: Armando Archundia Asistentes: Hector Delgadillo Alfonso Delgado Cuarto árbitro: Fabricio Morales |           |     |     |

| UNAM:             |            |     |     |
| 12                | Bernal     |     |     |
| 2                 | Velarde    |     | 88' |
| 3                 | Moreno     | 39' |     |
| 4                 | Verón      | 84  |     |
| 5                 | Castro     | 63' |     |
| 7                 | Leandro    |     | 76' |
| 8                 | Barrera    |     |     |
| 9                 | Solari     |     |     |
| 10                | Scocco     |     |     |
| 11                | Sambueza   |     | 67' |
| 16                | Espinosa   |     |     |
| Suplentes:        |            |     |     |
| 1                 | Patiño     |     |     |
| 6                 | Espinosa   |     |     |
| 13                | Chiapas    |     | 76' |
| 14                | Alex Diego |     |     |
| 15                | González   |     |     |
| 17                | Palencia   |     | 88' |
| 20                | Íñiguez    |     | 67' |
| Director Técnico: |            |     |     |
| Ricardo Ferretti  |            |     |     |

| ATLANTE: |           |     |     |
| 3 | Vilar     |     |     |
| 2 | Muñoz     |     |     |
| 5 | González  | 39' |     |
| 9 | Maldonado |     |     |
| 10 | Pereyra   | 72' |     |
| 17 | Toledo    |     | 66' |
| 18 | Bermúdez  | 80' |     |
| 20 | Carévic   |     |     |
| 23 | Castillo  |     | 34' |
| 26 | Ovalle    |     |     |
| 27 | Guerrero  |     | 46' |
| Suplentes: |           |     |     |
| 6 | Nkong     |     | 66' |
| 7 | Alcántar  |     | 34' |
| 11 | Cárdenas  |     |     |
| 14 | Hierro    |     |     |
| 15 | Muñoz     |     | 46' |
| 22 | Cuevas    |     |     |
| 25 | Cervantes |     |     |
| Director Técnico: |           |     |     |
| José Guadalupe Cruz Árbitro: Armando Archundia Asistentes: Hector Delgadillo Alfonso Delgado Cuarto árbitro: Fabricio Morales |           |     |     |

| UNAM:             |            |     |     |
| 12                | Bernal     |     |     |
| 2                 | Velarde    |     | 88' |
| 3                 | Moreno     | 39' |     |
| 4                 | Verón      | 84  |     |
| 5                 | Castro     | 63' |     |
| 7                 | Leandro    |     | 76' |
| 8                 | Barrera    |     |     |
| 9                 | Solari     |     |     |
| 10                | Scocco     |     |     |
| 11                | Sambueza   |     | 67' |
| 16                | Espinosa   |     |     |
| Suplentes:        |            |     |     |
| 1                 | Patiño     |     |     |
| 6                 | Espinosa   |     |     |
| 13                | Chiapas    |     | 76' |
| 14                | Alex Diego |     |     |
| 15                | González   |     |     |
| 17                | Palencia   |     | 88' |
| 20                | Íñiguez    |     | 67' |
| Director Técnico: |            |     |     |
| Ricardo Ferretti  |            |     |     |

| Campeón Apertura 2007 |
| --------------------- |
|                       |
| Atlante               |
| 3° Título             |

## Goleadores
| Nombre         | Equipo   | G  |
| -------------- | -------- | -- |
| A.D. Moreno    | San Luis | 18 |
| G. Maldonado   | Atlante  | 15 |
| Esteban Solari | UNAM     | 14 |
| D. Ludueña     | Santos   | 13 |

| Nombre        | Equipo    | G  |
| ------------- | --------- | -- |
| Miguel Sabah  | Cruz Azul | 11 |
| Bruno Marioni | Atlas     | 10 |
| S. Cabañas    | América   | 9  |
| Hugo Droguett | Tecos     | 9  |

| Nombre            | Equipo  | G |
| ----------------- | ------- | - |
| Matías Vuoso      | Santos  | 8 |
| Juan Carlos Cacho | Pachuca | 8 |
| Hugo Rodallega    | Necaxa  | 8 |
| R. López          | América | 8 |

| Nombre          | Equipo      | G |
| --------------- | ----------- | - |
| Omar Bravo      | Guadalajara | 8 |
| Ignacio Scocco  | UNAM        | 7 |
| Vicente Sánchez | Toluca      | 7 |
| Sebastián Abreu | Tigres      | 7 |